# Église Saint-Cyr-et-Sainte-Julitte de Bissy-la-Mâconnaise
L'église Saint-Cyr-et-Sainte-Julitte de Bissy-la-Mâconnaise est une église catholique située à Bissy-la-Mâconnaise, en Haut-Mâconnais, dans le département de Saône-et-Loire, en France.
C'est l'une des quatre églises du diocèse d'Autun dédiées à saint Cyr et sainte Julitte (avec Écuelles près de Verdun-sur-le-Doubs, Saint-Cyr près de Sennecey-le-Grand et Viré).

## Présentation
Cette église construite par les moines de l'abbaye de Cluny date de la seconde moitié du XIIe siècle et a fait l’objet d’un classement au titre des monuments historiques en 1961.
Entièrement romane (exception faite d'une tourelle de la seconde moitié du XVIIIe siècle renfermant un escalier montant au clocher et, ajoutés au siècle suivant, le porche d'entrée et la sacristie), elle se compose d'une nef unique suivie d'une travée sous le clocher et d'une abside en hémicycle.
Son clocher aux « chiches ouvertures » (Raymond Oursel), dénué d'ornementation et sans étage marqué, est fortement barlong, ce qui est sa particularité et ne manque pas d'intriguer, rappelant la tour d'un château fort (à l'instar du clocher de l'église voisine de Vérizet). Il abrite une cloche de 610 kg, fondue en 1845 par J.-A. Baudouin, fondeur à Mâcon et bénite cette même année par l'abbé Jean-Claude Naulin, curé de Lugny.
L’intérieur se caractérise par sa simplicité harmonieuse. La nef unique est prolongée par une courte travée sous clocher, couverte d’un berceau brisé, et par une abside semi-circulaire voûtée en cul-de-four, et décorée d’une arcature romane en plein cintre, s’appuyant sur des colonnettes munies de chapiteaux floraux.
À la Révolution, le curé de la paroisse, M. Louis François Dubost, protège l'église de la destruction en recevant les paysans révoltés dans son presbytère lors de la grande peur de 1789.

## Mobilier

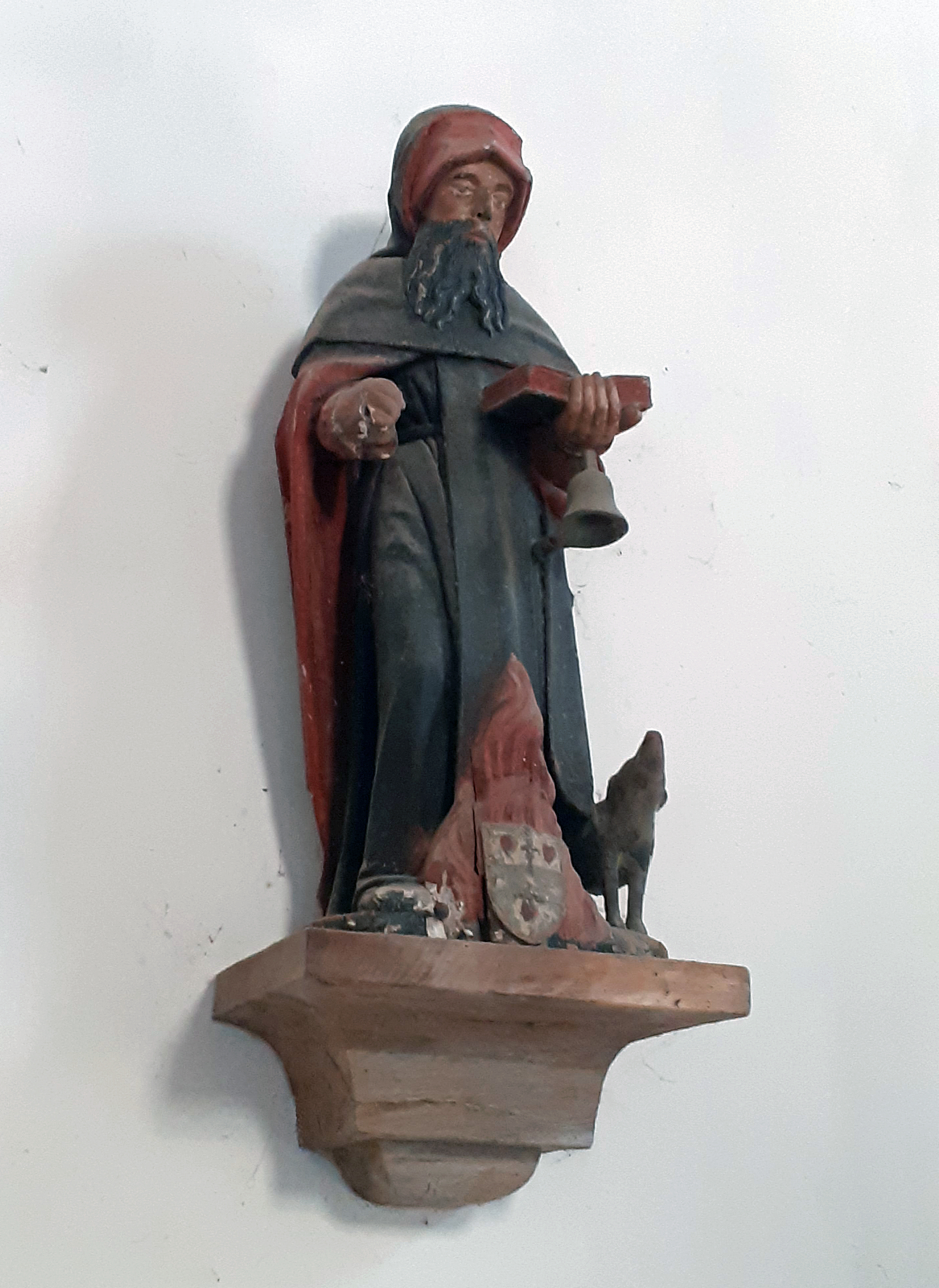
La statue en bois peint de saint Antoine visible dans la nef.

Parmi le mobilier conservé de cette église figurent notamment un maître-autel dont le devant – ou antependium – a été décoré au XVIIe siècle de cuir de Cordoue (cuir qui bénéficia d'une restauration effectuée en 1988 à Paris). L'autel est surmonté d'un tabernacle d'époque baroque à panneaux de bois peint.
S'y trouvent aussi plusieurs statuettes polychromes en pierre ou en bois de châtaignier datant des XVe et XVIe siècles, statuettes d'art populaire ayant été classées au titre des Monuments historiques le 1er août 1966 et qui furent longtemps conservées au musée Ochier de Cluny avant d'être réinstallées dans l'église il y a quelques années :
- saint Antoine[8], en bois de châtaignier polychrome, le capuchon bien enfoncé et avec ses attributs que sont le livre ouvert, la clochette, le cochon et les flammes (XVe ou XVIe siècle) ;
- un saint évêque (saint Éloi ou saint Nicolas ?)[9], en bois polychrome (XVe ou XVIe siècle), au visage bonhomme disparaissant sous une énorme mitre ;
- saint Fiacre[10], en bois de châtaignier polychrome, du XVe ou XVIe siècle, à l'allure débonnaire et placide, avec sa bêche et un livre (statue figurant dans le recensement effectué lors de la visite pastorale réalisée en 1675 par l'archiprêtre de Vérizet) ;
- saint Simon, en pierre polychrome (XVe ou XVIe siècle), tenant une scie ;
- une Vierge de douleur[11] (XVe siècle), en bois peint, sculptée finement et voilée.

Est également visible une statue en bois peint représentant sainte Julitte tenant son fils Cyr par la main, qui paraît être du baroque tardif (vers 1830 ?).
À noter dans la nef, à gauche en entrant : dalle funéraire en pierre calcaire (fin du Moyen Âge ?), ornée d'une croix aux extrémités fleuronnées (avec quatre écoinçons triangulaires à l'intersection des bras) et d'une tête de mort avec, sous elle, deux tibias disposés en sautoir.

## Restauration

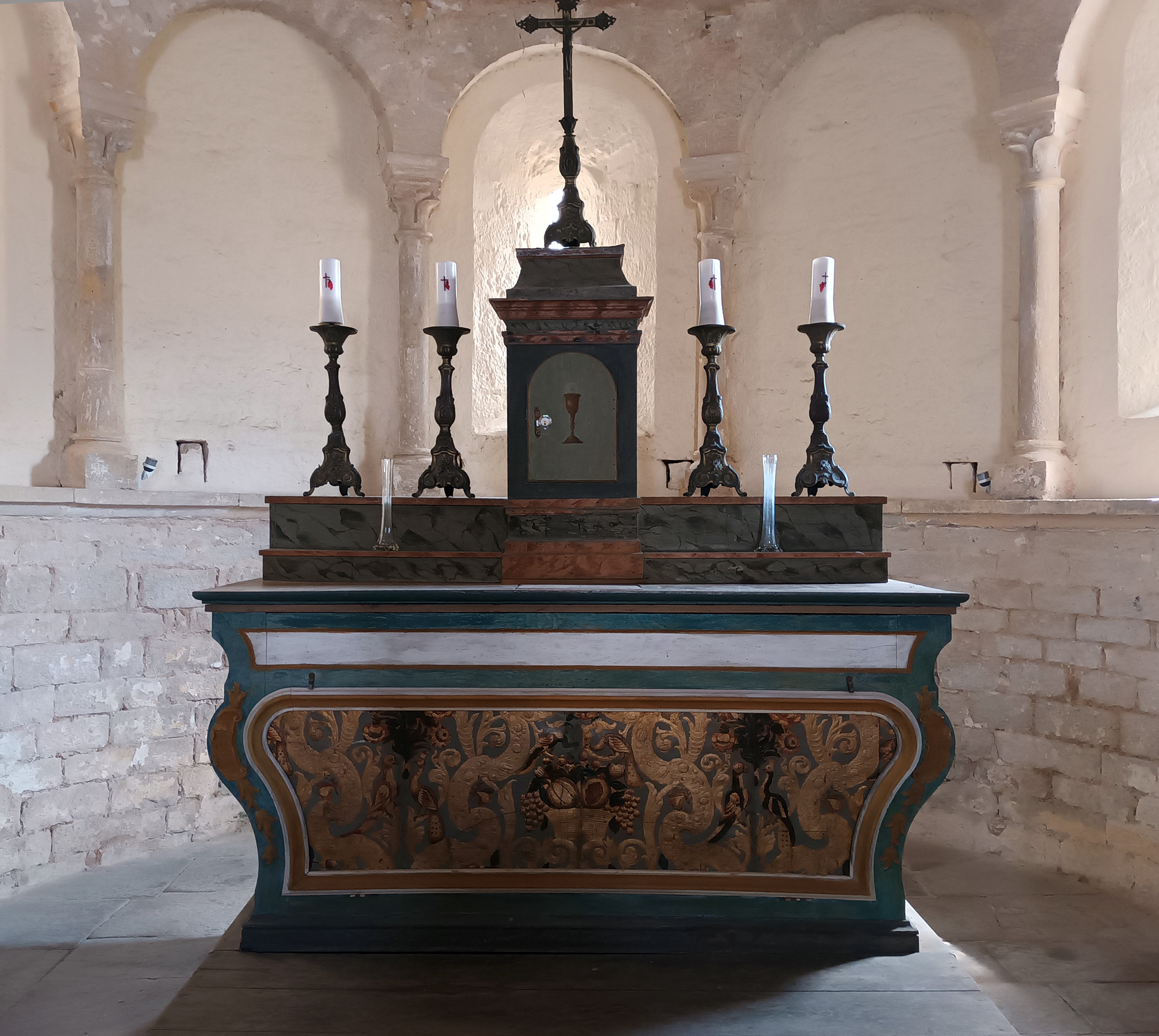
Le maître-autel, dont le devant – ou antependium – a été décoré au XVIIe siècle de cuir de Cordoue.

Longtemps délabrée (bien que réparée en 1767), l'église, vers 1825, fit l'objet d'importants travaux de remise en état, à l'initiative de la commune : « [L'église est] dans un tel état de délabrement et de dénuement que M. le curé de Lugny, notre aimable passeteur [sic], nous menace de ne plus y venir si elle n'est pas promptement réparée. » rapporte le registre des délibérations municipales de l'époque.
L'église vit la toiture de sa nef s'effondrer en 1965, un entrait ayant cédé à la suite de récurrentes infiltrations. L'édifice fut alors interdit d'accès et fermé au culte, et des tôles ondulées vinrent, dans l'urgence, remplacer le toit disparu. L'église venait tout juste d'être classée au titre des Monuments historiques (1961).
En 1972, grâce à la caisse des Monuments historiques, l'abside, la couverture en pierres du clocher ainsi que la tourelle ronde d'escalier (ajoutée à l'angle sud-ouest en 1770, œuvre du tailleur de pierres Jean Guillemaux), furent restaurés. Les charpentes de la nef furent également remises en état mais, faute de moyens, cette toiture dut se contenter d'une provisoire couverture faite de tôles ondulées.
Un peu plus tard, en septembre et octobre 1979, peu après la création d'une association « de sauvegarde et de rénovation de l'église de Bissy-la-Mâconnaise » (début 1978) et grâce à l'impulsion décisive donnée par l'architecte en chef des bâtiments civils et palais nationaux Cacaut (dont la famille résidait à Bissy), la toiture de la nef put, à son tour, être restaurée, sous l'égide de cette association et avec le concours de la municipalité (et l'accord des services des Monuments historiques) : tôles déposées, lattes desciées enlevées pour être remplacées par des lattes en chêne refendu, pose de laves roses provenant de Charcuble.

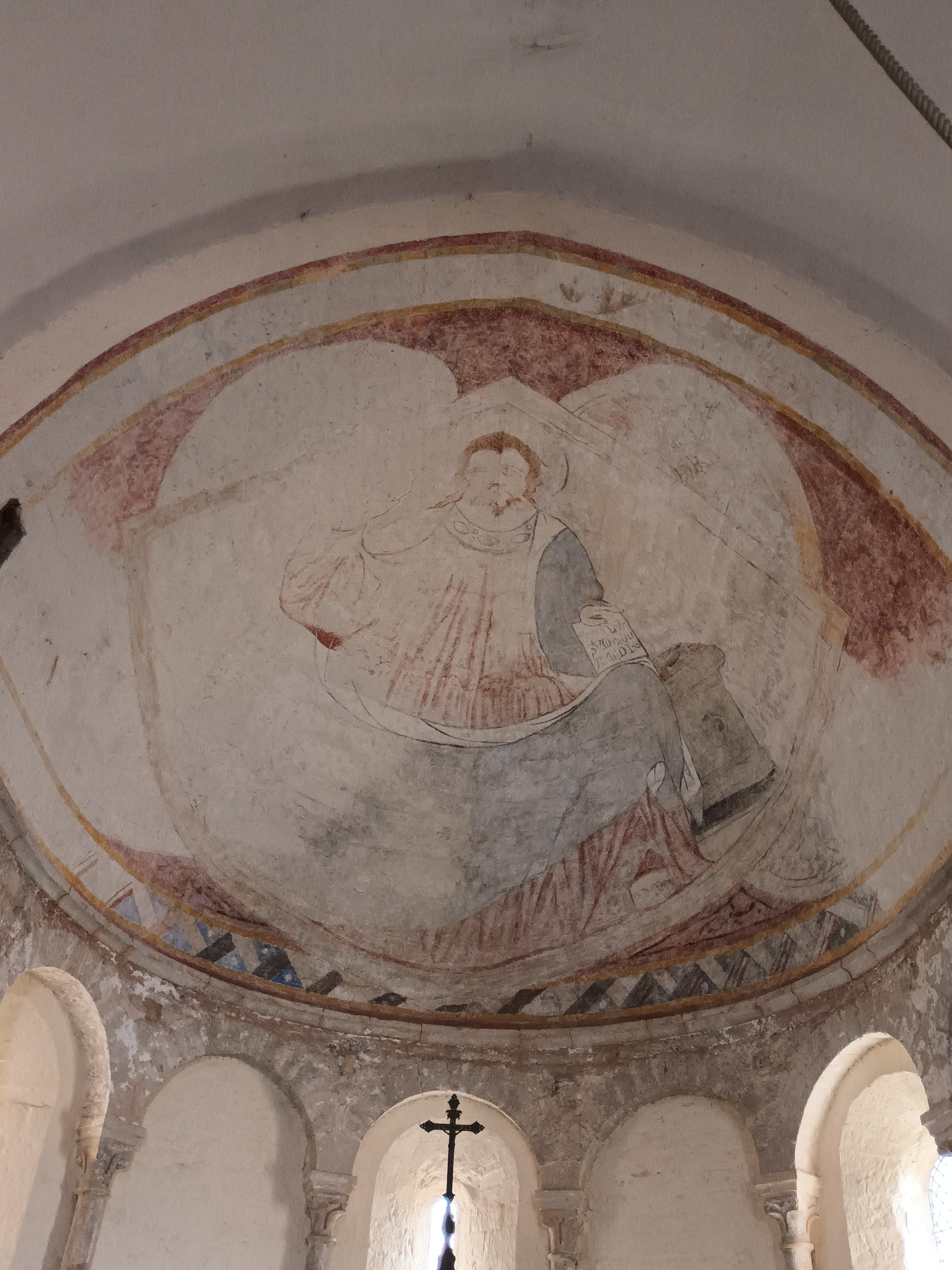
La peinture murale visible sur le cul-de-four de l’abside, découverte en 1979.

Au cours d'une campagne de travaux effectués en 1984, un piquetage réalisé à l'intérieur de l'abside permit la mise au jour, sur le cul-de-four, d'une peinture murale représentant le Christ en Majesté (le Christ est inscrit dans une mandorle, qui symbolise son rayonnement divin, tenant les Évangiles de la main gauche) ; fut également découverte, dans la paroi de la nef, une fenêtre romane, avec son décor en mosaïques peintes, ainsi que des fragments de litre seigneuriale.
En 2004 s'est achevée la restauration de l'édifice, l'association Bissy d'hier et d'aujourd'hui, fondée en 1997, ayant succédé à la précédente association de sauvegarde : démoussage, drainage, réfection du plafond (charpente apparente), travaux sur les peintures murales et éclairage de l'édifice.
En 2020, ainsi que 126 autres lieux répartis sur le territoire du Pôle d'équilibre territorial et rural (PETR) Mâconnais Sud Bourgogne, l'église, qui relève de la paroisse Notre-Dame-des-Coteaux-en-Mâconnais (qui a son siège à Lugny), a intégré les « Chemins du roman en Mâconnais Sud Bourgogne » et bénéficié de la pose d'une signalétique spécifique.

## Culte
Édifice consacré du diocèse d'Autun relevant de la paroisse Notre-Dame-des-Coteaux-en-Mâconnais (siège à Lugny) – qui en est affectataire au titre de la loi de 1905 –, l'église de Bissy-la-Mâconnaise est, plusieurs siècles après sa construction, un lieu de culte catholique.